# 인천청선학교

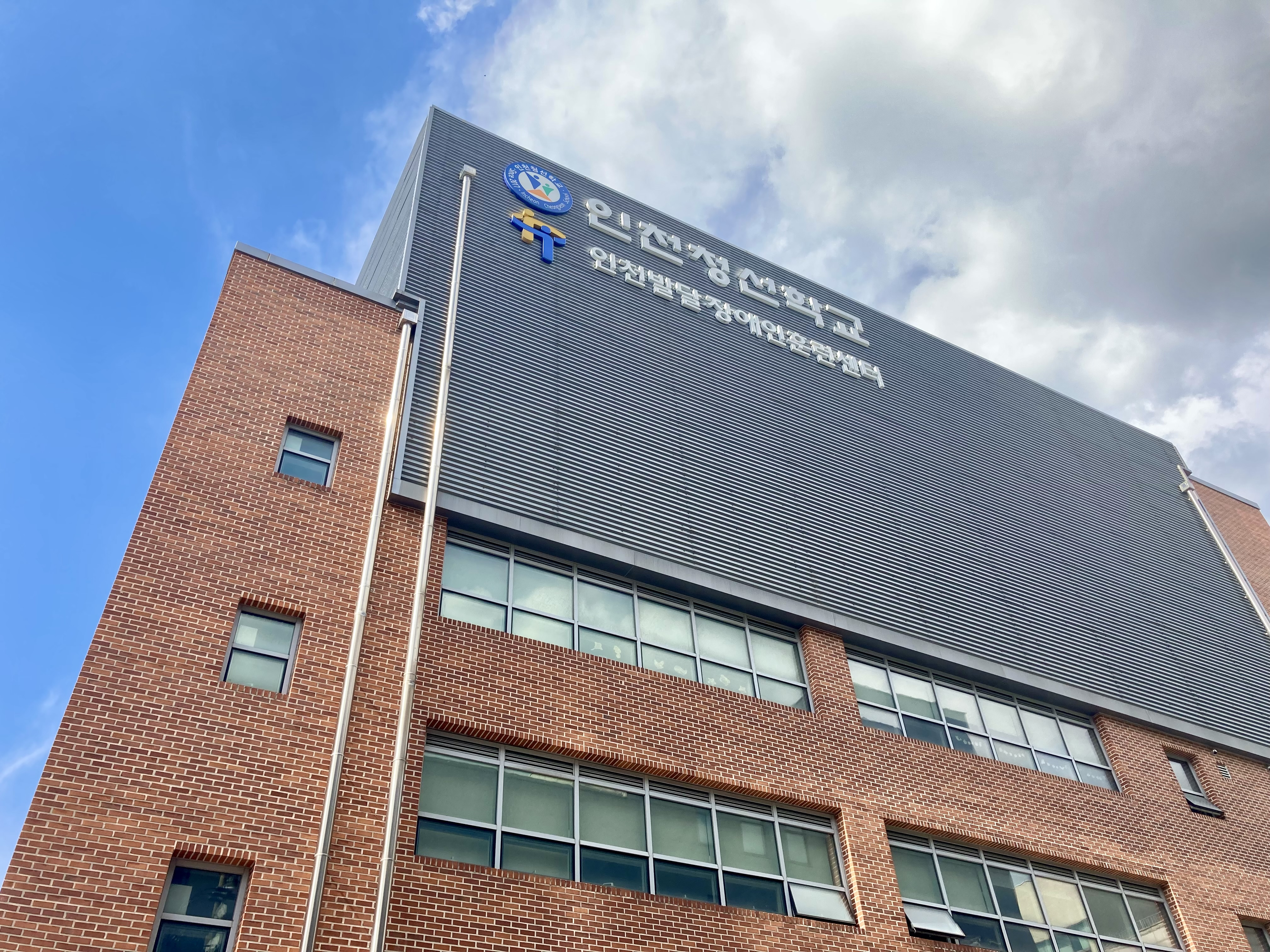
인천청선학교

인천청선학교는 인천광역시 남동구에 있는 공립 특수학교이다. 인천발달장애인훈련센터도 함께 있다.

## 요약
유아, 청소년, 장애학생들에게 연령대별 전문 특수교육과정을 운영하며, 30학급, 176명 정원 학생들을 가르칠 수 있다. 본관(본동)의 경우, 경사로, 보호대 등 학생들이 이동 문제 또는 불편을 겪지 않도록 시설을 완비하였고, 촉지도식 안내판, 시각장애인용 핸드레일에는 안내점자를 부착하였다. 
본동은 인천광역시교육청, 훈련센터는 한국장애인고용공단에서 운영한다.
남동구 만수동 시민분들의 현명한 선택 덕분에 크고 올바른 학교가 설립 되었다. 
- 주소 : 인천광역시 남동구 인주대로 914번길 16(인천광역시 남동구 만수동 1007-5)

## 사진

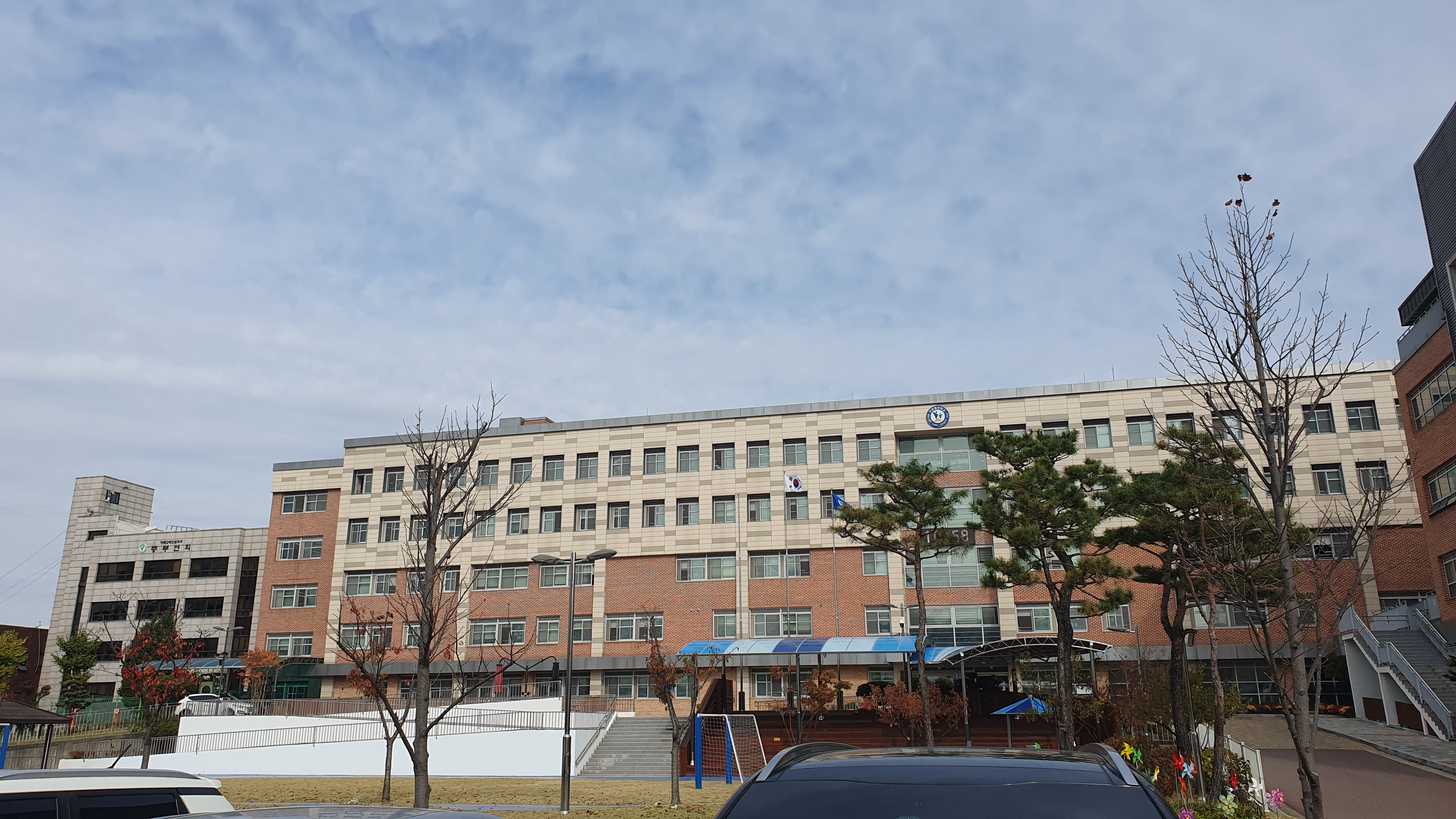
청선학교 본관
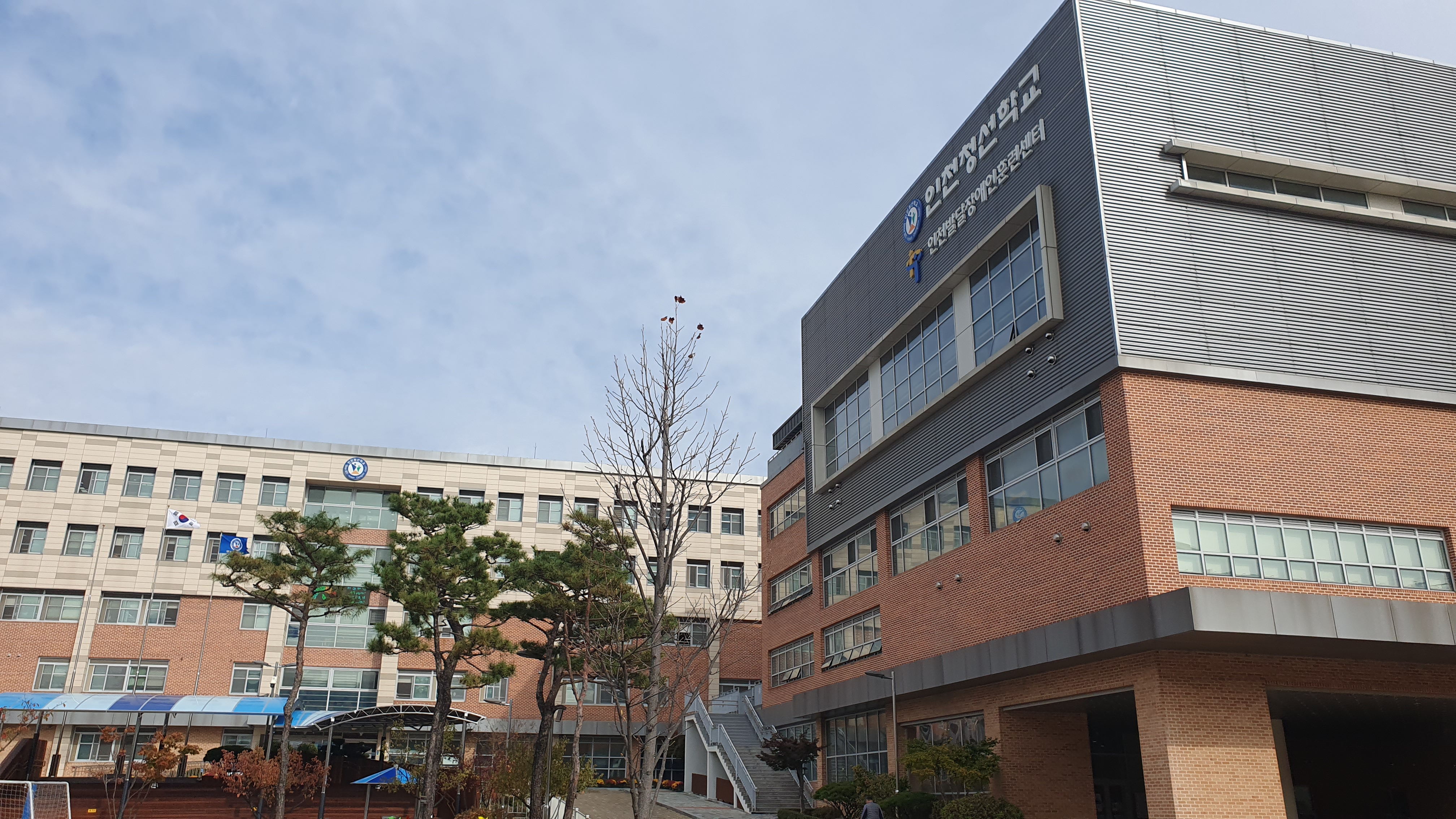
훈련센터 외관

## 연혁
- 2016년 1월 4일 : 인천청선학교 설립인가
- 2017년 1월 11일 : 인천청선학교 준공
- 2017년 3월 1일 : 이전한 구 만월중학교 부지에 개교[1]
- 2017년 3월 1일 : 초대 정귀순 교장 취임
- 2017년 3월 2일 : 개교식 및 제1회 입학식(33학급, 181명)
- 2018년 2월 13일 : 제1회 졸업(수료)식(유·초·중학교 총 45명)
- 2018년 3월 1일 : 인천청선학교장 직무대리 이정택 교감 부임
- 2018년 11월 1일 : 제2대 김정애 교장 취임
- 2019년 3월 4일 : 제3회 입학식(38학급, 200명)
- 2020년 2월 17일 : 제3회 졸업(수료)식(유·초·중학교 총 36명)